# Jonathan Lynn
Jonathan Lynn (* 3. April 1943 in Bath, Somerset, England) ist ein britischer Filmregisseur, Drehbuchautor und Schauspieler.

## Leben
Lynn, ein Neffe von Abba Eban, studierte am Pembroke College in Cambridge und erwarb dort den Master in Rechtswissenschaft. Er war Mitglied im Cambridge University Footlights Club und trat mit der Revue Cambridge Circus an der Seite von John Cleese und Graham Chapman am Broadway auf. 1967 spielte er im Londoner Westend im Musical Anatevka. In den folgenden Jahren trat er in verschiedenen Sitcoms auf, für die er teilweise auch die Bücher schrieb. Dem britischen Fernsehpublikum blieb er unter anderem als irischer Medizinstudent Danny Hooley in der Sitcom Doctor in the House in Erinnerung. Er schrieb Drehbücher sowohl für diese wie auch für die nachfolgenden Produktionen aus der Doctor-Serie (Doctor at Large, Doctor in Charge, Doctor at Sea und Doctor on the Go). Zusammen mit Antony Jay schuf er die Fernsehserien Yes, Minister und Yes, Prime Minister, die mit mehreren BAFTA Awards sowie dem US-amerikanischen CableACE Award ausgezeichnet wurden. Von 1977 bis 1981 war er künstlerischer Leiter der Cambridge Theatre Company.
Seit 1990 arbeitet Lynn hauptsächlich als Regisseur von Filmkomödien. Sein erster Spielfilm entstand 1985 in Zusammenarbeit mit John Landis. Alle Mörder sind schon da war eine Parodie auf Detektivfilme, das Setup und die Personen waren aus dem Parker-Brothers-Spiel Cluedo entliehen. Trotz einer prominenten Besetzung mit Tim Curry, Madeline Kahn und Christopher Lloyd war der Film kommerziell nicht besonders erfolgreich. Eine Besonderheit war, dass drei verschiedene Filmenden produziert wurden, die zufällig über den Filmverleih verteilt wurden. Erfolgreicher war seine zweite Regiearbeit, Nonnen auf der Flucht, mit Ex-Monty Python Eric Idle und Robbie Coltrane in den Hauptrollen. Diese ermöglichte es ihm, im US-amerikanischen Filmgeschäft Fuß zu fassen. Sein erster Hollywoodfilm war Mein Vetter Winnie, der nicht nur kommerziell ein großer Erfolg war, sondern auch von den Kritikern positiv aufgenommen wurde. Marisa Tomei wurde für ihre Darstellung mit dem Oscar als beste Nebendarstellerin ausgezeichnet, und der Hauptdarsteller Joe Pesci erhielt den American Comedy Award. 1993 drehte er die Politsatire Ein ehrenwerter Gentleman mit Eddie Murphy, drei Jahre später Immer Ärger mit Sergeant Bilko mit Steve Martin und Dan Aykroyd sowie 2000 Keine halben Sachen mit Bruce Willis und Matthew Perry.

## Filmografie (Auswahl)

### Als Regisseur
- 1985: Alle Mörder sind schon da (Clue: The Movie)
- 1990: Nonnen auf der Flucht (Nuns on the Run)
- 1992: Ein ehrenwerter Gentleman (The Distinguished Gentleman)
- 1992: Mein Vetter Winnie (My Cousin Vinny)
- 1994: Greedy
- 1996: Immer Ärger mit Sergeant Bilko (Sgt. Bilko)
- 1997: Noch dümmer (Trial and Error)
- 2000: Keine halben Sachen (The Whole Nine Yards)
- 2003: Fighting Temptations (The Fighting Temptations)
- 2010: Wild Target – Sein schärfstes Ziel (Wild Target)

### Als Drehbuchautor
- 1974: Der schwarze Panther
- 1975: Ich und mein Bruder
- 1980: Yes Minister
- 1990: Nonnen auf der Flucht

### Als Darsteller
- 1968: Die Pille war an allem schuld (Prudence and the Pill)
- 1985: Kopfüber in die Nacht (Into the Night)
- 1990: Drei Männer und eine kleine Lady (Three Men and a Little Lady)
- 1994: Greedy

## Buchveröffentlichung
- Mayday. Aus dem Englischen von Thomas Stegers. Haffmanns Verlag, Zürich 1995, ISBN 978-3-2510-0288-7

## Auszeichnungen (Auszug)
- 1988: BAFTA Award Writers' Award
- 1988: CableACE-Award-Nominierung für Yes, Prime Minister
- 1989: CableACE Award für Yes, Prime Minister

## Broadway
- 1964: Cambridge Circus (Darsteller, Autor)
- 1981: The Moony Shapiro Songbook (Regie)